# Théodore Ruyssen
Théodore Ruyssen, all'anagrafe Théodore Eugène César Ruyssen (Clisson, 11 agosto 1868 – Grenoble, 5 maggio 1967), è stato un filosofo e pacifista francese.

## Biografia
Dopo un viaggio di studio in Germania ha lasciato la scuola nel 1889, Ruyssen ha assunto la professione di insegnamento nel 1896. Ha insegnato filosofia in diverse scuole e si è laureato come insegnante di filosofia con una tesi su I'Evolution psychologique du Jugement nel 1903. Ha tenuto delle conferenze nell'Università di Aix-en-Provence, nell'Università di Digione e, infine, nell'Università di Bordeaux, dove ha occupato la cattedra di storia della filosofia.
Era il presidente della l'Association de la Paix par le Droit nel 1896-1948, la più importante organizzazione della pace in Francia, che è ampiamente conosciuta in tutto il mondo attraverso il suo organo ufficiale La Paix par le Droit, e un membro della International Peace Bureau in Berne.

## Pubblicazioni principali
- Les Grands Philosophes. Kant (1900)
- Essai sur l'Évolution Psychologique du Jugement (1901)
- Quid de natura et Origine mali senserit Kantius (1903)
- Kant (1904)
- La Philosophie de la Paix (1905)
- Schopenhauer (1911)
- Les Minorités Nationales d'Europe (1923)
- La Société Internationale (1950)